# 伊克西石龙子属
伊克西石龙子属（学名：Exila）是石龙子科的一属。

## 下属物种
本属包括以下物种：
- Exila nigropalmata (Andersson, 1918)